# Russkaja pravda
Ru'sskaja pra'vda ("ryska rätten"), en samling gamla juridiska urkunder i Ryssland. 

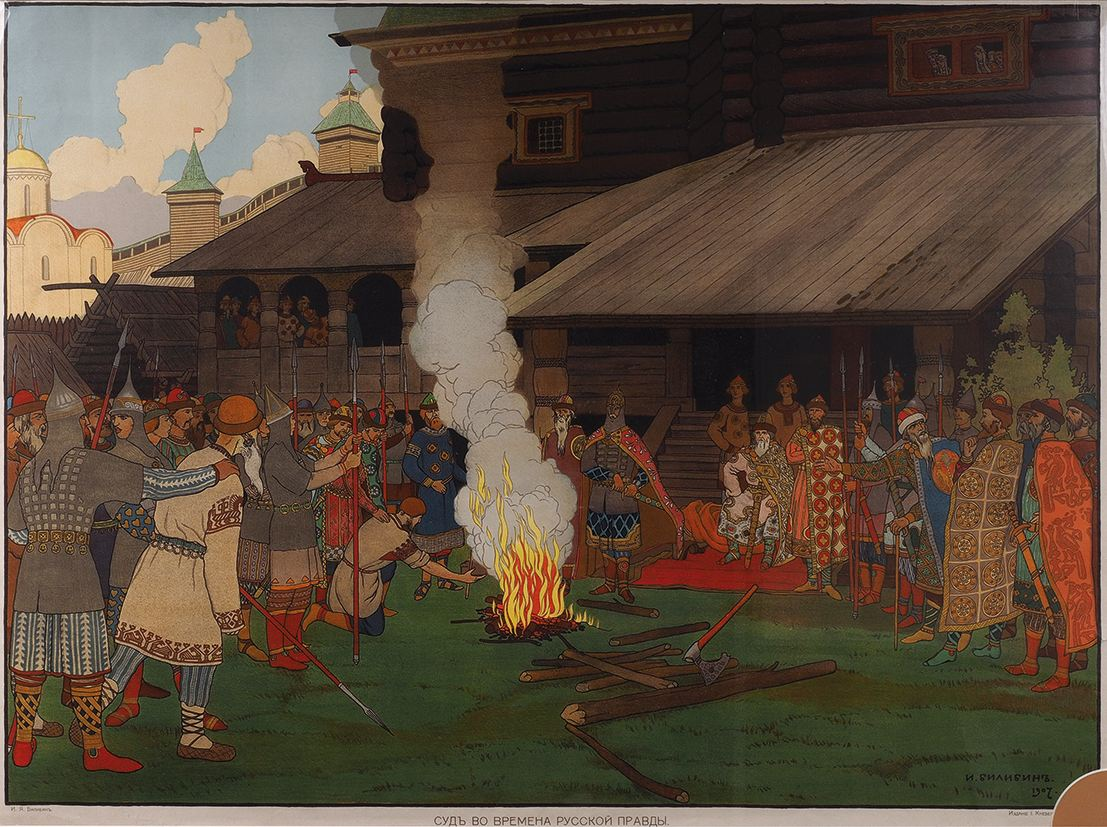
Rättsskipning i Kievriket av Ivan Bilibin, 1913.

Den äldsta handskriften (från 1400-talet) upptäcktes i Novgorod 1738 och utgavs 1767. Den har tillskrivits furst Jaroslav I, men är i själva verket en frukt av olika handskrifter och lagbud från 1000- till 1400-talet och föreligger i en mängd avskrifter med två olika redaktioner (den längre med 115 paragrafer, den kortare med 42). Den hade näppeligen officiell karaktär, utan var snarare en samling föreskrifter av furstarna till sina söner och behandlade huvudsakligen process- och statsrättsliga frågor rörande furstens myndighet, skatteuppbörden och bestraffningsväsendet.
Ru'sskaja pravda ökade ansvaret för samhällen där någon dödade en knez (furstes) soldater och stärkte feodalherrarnas ställning över sina underlydande. Den försökte stävja blodshämnd, som var tämligen allmänt vid denna tid, genom att begränsa hämndrätten till de närmaste anhöriga. Om ingen familjemedlem fanns, kunde böter som tillföll fursten och den dödes släktingar utdömas. Lagsamlingen skyddade de fria samhällsmedlemmarnas hälsa och anseende genom bestämmelser om kompensation för kroppsskador och smädelse. Det fanns detaljerade bestämmelser om stöld, skadegörelse och intrång. Den reglerade skulder och efter ett upplopp i Kiev 1113 infördes en rigorös räntelag som begränsade penningutlånarnas verksamhet. Rättegångarna inkluderade hörande av vittnen, edgång och järnbörd.
I bestämmelserna rörande envig, edgång, kungsbot i dråpsaker (då målsäganden efter godtycke fick utkräva rätt) och dulgadråp (kommunens plikt att vid vite uppsöka okänd baneman) har somliga forskare velat spåra skandinaviskt inflytande. 
Russkaja pravda har utgetts 25 gånger (bl.a. av Kalatjev 1847) och varit föremål för många kritiska undersökningar (Tobien 1844). 